# 長田絵里
長田 絵里（おさだ えり）は、日本の女性アニメーター、キャラクターデザイナー、アニメーション演出家、アニメーション監督。

## 略歴
2020年から2021年にかけて放送された『呪術廻戦』のテレビアニメ1期では演出、絵コンテ、総作画監督を務め、2024年に放送予定の『異世界スーサイド・スクワッド』では自身初となる監督を務める。

## 人物
『異世界スーサイド・スクワッド』のインタビューでは長田が参加させたいと思っていたヴィランも登場していると語っている。

## 作品リスト

### テレビアニメ
2008年
- 二十面相の娘（動画）
- ストライクウィッチーズ（動画）
- ロザリオとバンパイア CAPU2（動画）
- 鉄のラインバレル（動画）

2009年
- ドルアーガの塔 〜the Sword of URUK〜（動画）
- シャングリ・ラ（動画）
- 咲-Saki-（第二原画・動画）
- 夢色パティシエール（第二原画）
- こばと。（原画）

2010年
- 鋼の錬金術師 FULLMETAL ALCHEMIST（原画・第二原画）
- 遊☆戯☆王5D's（2010年 - 2011年、原画）
- GIANT KILLING（原画）
- そらのおとしものf（原画）

2011年
- 世界一初恋（原画）
- ドラゴンクライシス!（原画）
- SUPERNATURAL: THE ANIMATION（原画）
- ラストエグザイル-銀翼のファム-（作画監督・作画監督補佐・原画・第二原画・OPED作画）
- 遊☆戯☆王ZEXAL（2011年 - 2012年、原画）
- Aチャンネル（原画）
- GOSICK -ゴシック-（原画）
- 世界一初恋2（原画）
- 魔乳秘剣帖（原画）
- 爆丸バトルブローラーズ ガンダリアンインベーダーズ（原画）

2012年
- PSYCHO-PASS サイコパス（サブキャラクターデザイン協力・作画監督・原画）
- はいたい七葉（原画）
- この中に1人、妹がいる!（作画監督補・第二原画）
- カードファイト!! ヴァンガード アジアサーキット編（原画）
- 輪廻のラグランジェ season2（原画）
- 絶園のテンペスト（作画監督）
- 織田信奈の野望（作監補佐）
- シャイニング・ハーツ 〜幸せのパン〜（作画監督）
- 遊☆戯☆王ZEXAL II（2012年 - 2014年、原画・OPED原画）

2013年
- 君のいる町（作画監督）
- 絶対防衛レヴィアタン（絵コンテ・演出・演出補佐・サブキャラクターデザイン・作画監督協力・原画・OP原画）
- 君のいる町（コスチュームデザイン・作画監督・OP原画）
- ちはやふる（第2期、作画監督）
- キルラキル（原画）

2014年
- 牙狼-GARO- -炎の刻印-（演出）
- ブレイドアンドソウル（キャラクターデザイン・総作画監督）
- 遊☆戯☆王ARC-V（作画監督）

2015年
- 櫻子さんの足下には死体が埋まっている（作画監督）
- ダイヤのA -SECOND SEASON-（原画）
- GANGSTA.（OP原画）
- ジョジョの奇妙な冒険 スターダストクルセイダース エジプト編（演出）
- 銀魂（第3期、作画監督）

2016年
- 坂本ですが?（演出・作画監督・原画）
- ジョジョの奇妙な冒険 ダイヤモンドは砕けない（絵コンテ・演出）
- 初恋モンスター（総作画監督）

2017年
- アニ×パラ〜あなたのヒーローは誰ですか〜（episode2、原画）
- AKIBA'S TRIP -THE ANIMATION-（サブキャラクターデザイン）
- 牙狼-GARO- -VANISHING LINE-（ゲストキャラクターデザイン・絵コンテ・演出・作画監督・作画監督補・原画・第二原画）
- 遊☆戯☆王VRAINS（OP原画）

2018年
- 少年アシベ GO! GO! ゴマちゃん（シリーズディレクター・絵コンテ・演出）
- カードキャプターさくら クリアカード編（原画）
- BANANA FISH（原画）

2019年
- 胡蝶綺 〜若き信長〜（サブキャラクターデザイン・総作画監督・作画監督）
- あんさんぶるスターズ!（アニメーションキャラクターデザイン）

2020年
- 日本沈没2020（総作画監督・作画監督）
- 魔王学院の不適合者 〜史上最強の魔王の始祖、転生して子孫たちの学校へ通う〜（作画監督）
- 呪術廻戦（第1期、演出・絵コンテ・総作画監督・作画監督）

2021年
- 世界最高の暗殺者、異世界貴族に転生する（キャラクターデザイン・作画監督）

2024年
- 異世界スーサイド・スクワッド（監督）

2025年
- アン・シャーリー（作画監督）

2026年
- 死亡遊戯で飯を食う。（キャラクターデザイン）

### 劇場アニメ
2010年
- 劇場版ポケットモンスター ダイヤモンド&パール 幻影の覇者 ゾロアーク（原画）
- 劇場版イナズマイレブン 最強軍団オーガ襲来（原画）

2012年
- 劇場版イナズマイレブンGO vs ダンボール戦機W（原画）
- ONE PIECE FILM Z（原画）

2013年
- 劇場版 銀魂 完結篇 万事屋よ永遠なれ（第二原画）
- 劇場版 薄桜鬼 第一章 京都乱舞（作画監督補佐）
- BAYONETTA Bloody Fate（作画監督協力・アニメーター）

2015年
- 屍者の帝国（原画）

### Webアニメ
- こぴはん（2011年、第二原画）